# Anko van der Werff
Anko David van der Werff, geboren 1975, ist ein niederländischer Luftfahrt-Manager. Er wurde am 28. April 2021 zum Präsidenten und CEO der skandinavischen Fluggesellschaft SAS AB ernannt und trat sein Amt im Juli 2021 an. Zugleich wurde er als Member of Board of Director zum Aufsichtsrat von Avianca und Avianca Holdings berufen um die Nachfolge seines vorherigen Amtes als Chief Executive Officer der lateinamerikanischen Holding und zugleich Vorsitzender der kolumbianischen Fluggesellschaft zu unterstützen.

## Karriere
„Als kleines Kind schlug mein Herz schneller, als ich diese blauen Flugzeuge sah...“

Ein Zitat im Jahr 2000 vom damaligen 25-jährigem Anko van der Werff, als frühes Zeugnis seiner Ziele, in einem Interview als Trainee der Unternehmensführung bei KLM.
Van der Werff hat einen Abschluss in Rechtswissenschaften der Universität Leiden in den Niederlanden und ist Absolvent der Harvard Business School in den USA. Er spricht fließend Englisch, Niederländisch und Spanisch und gibt an, Grundkenntnisse in Italienisch, Französisch und Schwedisch zu haben. Darüber hinaus war er Gastprofessor an verschiedenen internationalen Universitätsinstitutionen wie Cranfield University (Vereinigtes Königreich), IUBH Internationale Hochschule (Deutschland) und der Texas A&M University at Qatar (Katar).
Zu Beginn seiner beruflichen Laufbahn war er mit Northwest Airlines und Air France verbunden. Er leitete auch die Handelsstrategie von Air France-KLM in Großbritannien und Irland sowie in den nordischen Ländern. Von 2000 bis 2005 war er Pricing Director bei Air France-KLM und KLM Royal Dutch Airlines in den Niederlanden. Von 2005 bis 2006 war er Marketing Manager Nordeuropa mit Sitz in Stockholm, von 2006 bis 2009 schließlich Regional Manager für den Bereich Schweden, Finnland und das Baltikum. Zwischen 2009 und 2010 war er Commercial Director UK / Irland im Vereinigten Königreich.
Zwischen 2010 und 2014 war er Senior Vice President für Pricing & Revenue Management und Global Sales & Distribution bei Qatar Airways in Katar.
2014 wechselte er zur Aeromexico, wo er in Mexiko fünf Jahre als Commercial Executive Vice President und Chief Commercial Officer für die Prozesse Unternehmensstrategie, Netzwerkplanung und -routen, Allianzen, Preis- und Ertragsmanagement, Verkauf, Vertrieb sowie E-Commerce und Marketing verantwortlich war.
Von Mitte 2019 bis Mitte 2021 sammelte er erste Erfahrungen als Chief Executive Officer, da er zum Präsidenten der kolumbianischen Fluggesellschaft Avianca berufen wurde und schnell mit den direkten Folgen der durch die COVID-19-Pandemie verursachten Krise konfrontiert wurde.